# Christophe Milhères
Pas d'image ? Cliquez ici

a Compétitions nationales et continentales officielles uniquement.

b Matchs officiels uniquement.
Christophe Milhères, né le 3 janvier 1972 à Bayonne, est un joueur international français de rugby à XV évoluant au poste de troisième ligne aile, reconverti en tant qu'entraîneur.

## Biographie

### En tant qu'entraîneur
Christophe Milhères devient entraîneur de l'Union sportive dacquoise au début de la saison 2007-08, après la nomination de Marc Lièvremont à la tête du XV de France.
À partir de la saison 2012-2013, il entraîne Mouguerre en Fédérale 2 après des intermèdes à l'école de rugby du Biarritz olympique et à la tête de la sélection Côte basque-Landes avec Jimmy Marlu.
En septembre 2016, il prend les rênes d'Anglet en Fédérale 2 après avoir entraîné les espoirs du Biarritz olympique puis été l'adjoint d'Éric Lamarque à Tyrosse durant une saison.
Après une année de coupure, il redevient entraîneur de l'AORC aux côtés d'Eric Balhadère pour la saison 2019-2020 mais démissionne en janvier 2020, remplacé par Anthony Biscay.
En septembre 2021, il intègre l'équipe dirigeante de la structure amateur du Biarritz olympique. Il est accompagné de ses anciens coéquipiers David Couzinet, élu président, Imanol Harinordoquy, vice-président, Jérôme Thion, trésorier, Dimitri Yachvili, Jimmy Marlu et Benoît Baby pour mener l'opposition à l'équipe dirigeante à la tête de la structure professionnelle du BO, menée par Jean-Baptiste Aldigé. Le 15 décembre, ils sont confirmés dans leurs fonctions pour un mandat complet par un vote des adhérents (135 voix pour, 81 contre et 1 nul).

## Carrière de joueur

### En club
- US Tyrosse : 1991-1993[réf. nécessaire]
- Association sportive Mérignac rugby : 1993-1994[réf. nécessaire]
- US Dax : 1994-1997[réf. nécessaire]
- Biarritz olympique : 1997[réf. nécessaire]-2005
- US Dax 2005-2007

Il a disputé 44 matchs en compétitions européennes (12 essais), dont 26 en Coupe d'Europe de rugby à XV et 18 en Challenge européen. Il est l'avant à avoir inscrit le plus d'essais en Heineken Cup pour Biarritz avec un total de 9 essais.

### En équipe de France
Il a disputé un match le 7 avril 2001 contre l'équipe d'Angleterre, dans le Tournoi des VI Nations (défaite 48-19).

### Avec les Barbarians
En novembre 2000, il est sélectionné avec les Barbarians français pour jouer la Nouvelle-Zélande au stade Bollaert à Lens. Les Baa-Baas parviennent à s'imposer 23 à 21. En novembre 2001, il connaît une nouvelle sélection avec les Barbarians français contre les Fidji à Toulon. Les Baa-Baas s'inclinent 17 à 15.

## Palmarès

### En club

#### Avec le Biarritz olympique
- Championnat de France de première division :
  - Champion (2) : 2002 (titulaire en finale face au SU Agen) et en 2005
- Challenge Yves du Manoir :
  - Vainqueur (1) : 2000
- Coupe de la Ligue
  - Finaliste (1) : 2002

### En équipe de France
- 1 sélection